# Unione Calcio Sampdoria 1971-1972
Questa voce raccoglie le informazioni riguardanti l'Unione Calcio Sampdoria nelle competizioni ufficiali della stagione 1971-1972.

## Stagione
Nella stagione 1971-1972 la Sampdoria disputa il campionato di Serie A, con 28 punti ottiene l'ottava posizione, lo scudetto è stato vinto dalla Juventus con 43 punti, seconde Milan e Torino con 42 punti. Retrocedono in Serie B il Mantova ed il Catanzaro con 21 punti ed il Varese con 13 punti.
La truppa blucerchiata guidata dal tecnico paraguaiano Heriberto Herrera disputa un campionato di mezza classifica, nel girone di andata ottiene 16 punti, nel girone di ritorno ne raccoglie solo 12, quanto basta per stare lontano dalle zone infide della classifica. In Coppa Italia viene inserita nel quarto gruppo di qualificazione, dove arriva seconda alle spalle della Juventus che passa al girone finale e davanti al Genoa. Migliori marcatori stagionali con 5 reti Ermanno Cristin tutte in campionato, Luis Suarez e Dino Spadetto autori di 4 reti in campionato ed una ciascuno in Coppa Italia.

## Rosa
| N. |                   | Ruolo | Calciatore            |
| -- | ----------------- | ----- | --------------------- |
|    | Italia (bandiera) | P     | Pietro Battara        |
|    | Italia (bandiera) | P     | Giorgio Pellizzaro    |
|    | Italia (bandiera) | D     | Piergiorgio Negrisolo |
|    | Italia (bandiera) | D     | Marcello Lippi        |
|    | Italia (bandiera) | D     | Nello Santin          |
|    | Italia (bandiera) | D     | Pietro Sabatini       |
|    | Italia (bandiera) | D     | Sergio Reggiani       |
|    | Italia (bandiera) | D     | Marco Rossinelli      |
|    | Italia (bandiera) | C     | Giovanni Lodetti      |
|    | Italia (bandiera) | C     | Loris Boni            |

| N. |                   | Ruolo | Calciatore      |
| -- | ----------------- | ----- | --------------- |
|    | Italia (bandiera) | C     | Giancarlo Salvi |
|    | Italia (bandiera) | C     | Roberto Casone  |
|    | Italia (bandiera) | C     | Rocco Fotia     |
|    | Italia (bandiera) | C     | Renzo Corni     |
|    | Italia (bandiera) | C     | Giorgio Repetto |
|    | Italia (bandiera) | C     | Paolo Tuttino   |
|    | Spagna (bandiera) | C     | Luis Suárez     |
|    | Italia (bandiera) | A     | Ermanno Cristin |
|    | Italia (bandiera) | A     | Dino Spadetto   |

## Risultati

### Serie A

#### Girone di andata
| Arbitro: | R. Lattanzi (Roma) |

|                     |           |               |
| Spadetto 16’ Suarez | Marcatori | 9’ F. Landini |

| Arbitro: | Branzoni (Pavia) |

|              |           |  |
| Amarildo 89’ | Marcatori |  |

| Napoli 24 ottobre 1971 3ª giornata | Napoli          | 0 – 0 | Sampdoria | Stadio San Paolo\| Arbitro: \| Giunti (Arezzo) \| |
| Arbitro:                           | Giunti (Arezzo) |       |           |                                                   |

| Arbitro: | Torelli (Milano) |

|              |           |           |
| Spadetto 34’ | Marcatori | 54’ Mammì |

| Arbitro: | Barbaresco (Cormons) |

|  |           |                      |
|  | Marcatori | 38’ Rivera 46’ Prati |

| Arbitro: | Francescon (Padova) |

|                      |           |  |
| Agroppi 45’ Sala 90’ | Marcatori |  |

| Arbitro: | Panzino (Catanzaro) |

|                   |           |  |
| Suarez 86’ (rig.) | Marcatori |  |

| Arbitro: | Porcelli (Lodi) |

|             |           |  |
| Cristin 43’ | Marcatori |  |

| Arbitro: | Gialluisi (Barletta) |

|             |           |                       |
| Carelli 42’ | Marcatori | 13’ Cristin 30’ Salvi |

| Arbitro: | Giunti (Arezzo) |

|                             |           |                   |
| Bettega 10’, 64’ Haller 41’ | Marcatori | 4’ (aut.) Spinosi |

| Arbitro: | Pieroni (Roma) |

|                              |           |  |
| Cristin 1’ Suarez 19’ (rig.) | Marcatori |  |

| Arbitro: | Casarin (Milano) |

|             |           |             |
| Cristin 54’ | Marcatori | 74’ Damiani |

| Arbitro: | R. Lattanzi (Roma) |

|                                           |           |                                                 |
| Boninsegna 43’ (rig.), 56’, 65’ Corso 53’ | Marcatori | 34’ Boni 62’ Santin 74’ Lippi 86’ (rig.) Suarez |

| Genova 16 gennaio 1972 14ª giornata | Sampdoria         | 0 – 0 | Cagliari | Stadio Luigi Ferraris (32763 spett.)\| Arbitro: \| Toselli (Cormons) \| |
| Arbitro:                            | Toselli (Cormons) |       |          |                                                                         |

| Firenze 23 gennaio 1972 15ª giornata | Fiorentina           | 0 – 0 | Sampdoria | Stadio Comunale\| Arbitro: \| Gialluisi (Barletta) \| |
| Arbitro:                             | Gialluisi (Barletta) |       |           |                                                       |

#### Girone di ritorno
| Arbitro: | Francescon (Padova) |

|                       |           |  |
| G. Savoldi 90’ (rig.) | Marcatori |  |

| Arbitro: | Monti (Ancona) |

|              |           |  |
| Sabatini 65’ | Marcatori |  |

| Arbitro: | Carminati (Milano) |

|               |           |                            |
| Negrisolo 87’ | Marcatori | 54’ Manservisi 56’ Improta |

| Arbitro: | Gonella (Torino) |

|             |           |  |
| Banelli 35’ | Marcatori |  |

| Milano 27 febbraio 1972 20ª giornata | Milan           | 0 – 0 | Sampdoria | Stadio San Siro\| Arbitro: \| Giunti (Arezzo) \| |
| Arbitro:                             | Giunti (Arezzo) |       |           |                                                  |

| Arbitro: | Barbaresco (Cormons) |

|                          |           |           |
| Cristin 18’ G. Salvi 21’ | Marcatori | 6’ Pulici |

| Bergamo 19 marzo 1972 22ª giornata | Atalanta         | 0 – 0 | Sampdoria | Stadio Comunale\| Arbitro: \| Ciacci (Firenze) \| |
| Arbitro:                           | Ciacci (Firenze) |       |           |                                                   |

| Arbitro: | Motta (Monza) |

|                       |           |                         |
| Mariani 45’, 46’, 72’ | Marcatori | 14’ Spadetto 89’ Casone |

| Genova 2 aprile 1972 24ª giornata | Sampdoria      | 0 – 0 | Mantova | Stadio Luigi Ferraris (14827 spett.)\| Arbitro: \| Monti (Ancona) \| |
| Arbitro:                          | Monti (Ancona) |       |         |                                                                      |

| Genova 9 aprile 1972 25ª giornata | Sampdoria         | 0 – 0 | Juventus | Stadio Luigi Ferraris (49286 spett.)\| Arbitro: \| Toselli (Cormons) \| |
| Arbitro:                          | Toselli (Cormons) |       |          |                                                                         |

| Arbitro: | Moretto (San Donà di Piave) |

|  |           |              |
|  | Marcatori | 34’ Spadetto |

| Arbitro: | Branzoni (Pavia) |

|                     |           |  |
| Maraschi 89’ (rig.) | Marcatori |  |

| Genova 7 maggio 1972 28ª giornata | Sampdoria          | 0 – 0 | Inter | Stadio Luigi Ferraris (22111 spett.)\| Arbitro: \| Michelotti (Parma) \| |
| Arbitro:                          | Michelotti (Parma) |       |       |                                                                          |

| Arbitro: | Casarin (Milano) |

|                              |           |           |
| Mancin 3’ Riva 5’ Vitali 40’ | Marcatori | 54’ Fotia |

| Genova 28 maggio 1972 30ª giornata | Sampdoria       | 0 – 0 | Fiorentina | Stadio Luigi Ferraris (13031 spett.)\| Arbitro: \| Porcelli (Lodi) \| |
| Arbitro:                           | Porcelli (Lodi) |       |            |                                                                       |

### Coppa Italia

#### Girone 4
| Arbitro: | Trinchieri (Reggio Emilia) |

|              |           |  |
| Spadetto 61’ | Marcatori |  |

| Arbitro: | Barbaresco (Cormons) |

|                                           |           |            |
| Capello 20’ G. Marchetti 43’ Anastasi 82’ | Marcatori | 70’ Suarez |

| Arbitro: | Angonese (Mestre) |

|  |           |             |
|  | Marcatori | 89’ Repetto |

| 12 settembre 1971 4ª giornata |  | – Turno di riposo SAMPDORIA |  |  |

| Arbitro: | Carminati (Milano) |

|            |           |          |
| Casone 48’ | Marcatori | 44’ Cini |

## Statistiche

### Statistiche di squadra
| Competizione | Punti | In casa | In casa | In casa | In casa | In casa | In casa | In trasferta | In trasferta | In trasferta | In trasferta | In trasferta | In trasferta | Totale | Totale | Totale | Totale | Totale | Totale | DR |
| Competizione | Punti | G       | V       | N       | P       | Gf      | Gs      | G            | V            | N            | P            | Gf           | Gs           | G      | V      | N      | P      | Gf     | Gs     | DR |
| ------------ | ----- | ------- | ------- | ------- | ------- | ------- | ------- | ------------ | ------------ | ------------ | ------------ | ------------ | ------------ | ------ | ------ | ------ | ------ | ------ | ------ | -- |
| Serie A      | 28    | 15      | 6       | 7       | 2       | 12      | 8       | 15           | 2            | 5            | 8            | 11           | 20           | 30     | 8      | 12     | 10     | 23     | 28     | -5 |
| Coppa Italia | 5     | 2       | 1       | 1       | 0       | 2       | 1       | 2            | 1            | 0            | 1            | 2            | 3            | 4      | 2      | 1      | 1      | 4      | 4      | 0  |
| Totale       |       | 17      | 7       | 8       | 2       | 14      | 9       | 17           | 3            | 5            | 9            | 13           | 23           | 42     | 10     | 13     | 11     | 27     | 32     | -5 |

### Statistiche dei giocatori
| Giocatore     | Serie A  | Serie A | Coppa Italia | Coppa Italia | Totale   | Totale |
| Giocatore     | Presenze | Reti    | Presenze     | Reti         | Presenze | Reti   |
| ------------- | -------- | ------- | ------------ | ------------ | -------- | ------ |
| P. Battara    | 24       | -24     | 4            | -4           | 28       | -28    |
| L. Boni       | 23       | 1       | 2            | 0            | 25       | 1      |
| R. Casone     | 22       | 1       | 4            | 1            | 26       | 2      |
| R. Corni      | 4        | 0       | 1            | 0            | 5        | 0      |
| E. Cristin    | 25       | 5       | 4            | 0            | 29       | 5      |
| R. Fotia      | 18       | 1       | -            | -            | 18       | 1      |
| M. Lippi      | 29       | 1       | 4            | 0            | 33       | 1      |
| G. Lodetti    | 30       | 0       | 4            | 0            | 34       | 0      |
| P. Negrisolo  | 29       | 1       | 3            | 0            | 32       | 1      |
| G. Pellizzaro | 6        | -4      | -            | -            | 6        | -4     |
| S. Reggiani   | 10       | 0       | 4            | 0            | 14       | 0      |
| G. Repetto    | 2        | 0       | 1            | 1            | 3        | 1      |
| M. Rossinelli | 6        | 0       | 1            | 0            | 7        | 0      |
| P. Sabatini   | 26       | 1       | -            | -            | 26       | 1      |
| G. Salvi      | 23       | 2       | 4            | 0            | 27       | 2      |
| N. Santin     | 28       | 1       | 4            | 0            | 32       | 1      |
| D. Spadetto   | 11       | 4       | 4            | 1            | 15       | 5      |
| L. Suarez     | 27       | 4       | 4            | 1            | 31       | 5      |
| P. Tuttino    | 2        | 0       | -            | -            | 2        | 0      |